# Vampyr (gra komputerowa)
Vampyr – fabularna gra akcji wyprodukowana przez Dontnod Entertainment i publikowana przez Focus Home Interactive. Ukazała się na platformach Playstation 4, Microsoft Windows oraz Xbox One 5 czerwca 2018, a na Nintendo Switch 29 października 2019 roku. Osadzona w XX-wiecznym Londynie fabuła opowiada o losach Jonathana Reida, doktora, który w niewyjaśnionych okolicznościach zostaje przemieniony w krwiopijcę. Zawieszony pomiędzy przysięgą Hipokratesa, a zwierzęcą naturą doktor, próbuje rozwikłać tajemnicę choroby dziesiątkującej mieszkańców stolicy Wielkiej Brytanii.
Rozgrywka jest liniowa, z rozbudowanym systemem walki. Pojedynki z bossami przeplatają się z ulicznymi walkami z mniej wymagającymi przeciwnikami. Kwestia zabijania cywili została pozostawiona w rękach graczy, zabijanie ich nie jest wymagane do ukończenia gry. Wybór opcji dialogowych podczas konwersacji z mieszkańcami Londynu może odblokować misje poboczne oraz umożliwia zdobycie dodatkowych informacji, które czynią potencjalną ofiarę wydajniejszą. Wypita krew pozwala zwiększać poziom doświadczenia głównej postaci oraz ulepszać ją. Do walki w „Vampyrze” można wykorzystać broń lub nadnaturalne zdolności Jonathana. Miejscem akcji gry jest półotwarty świat Londynu, podzielony na 4 dzielnice: Szpital Pembroke, Whitechapel, Doki oraz West-End. Stan zdrowotny każdej z nich uzależniony jest od indywidualnych decyzji gracza.
Deweloperzy wykreowali klimat oraz fabułę Vampyra odbywając regularne wizyty w Londynie oraz konsultując wiedzę ze źródłami historycznymi i dokumentami. Oprawa wizualna została wykonana w oparciu o faktyczne miejsca oraz wykreowane na potrzeby produkcji fikcyjne lokacje. Za soundtrack do gry odpowiedzialny jest Olivier Deriviere. Gra nie spotkała się z jednomyślnym odbiorem krytyków, doceniona została jej mechanika, ustawienia, wykreowanie postaci oraz voice acting. Na niekorzyść tytułu przemawiają system walki, całokształt narracji, problemy techniczne, system wolnych wyborów gracza oraz animacje. Gra została sprzedana w milionie egzemplarzy w mniej niż 10 miesięcy.

## Rozgrywka
„Vampyr” jest grą typu action/role-playing z widokiem w 3 osobie. Gracz kontroluje Jonathana E. Reida, doktora, który został przemieniony w wampira i którego pragnienie krwi wymusza na nim zabijanie niewinnych osób. Aby przetrwać musi pogłębiać swoją wiedzę, zmienić dotychczasowe nawyki, kolekcjonować wskazówki oraz rozwijać relacje z 60 mieszkańcami Londynu, których życie uzależnione jest od jego decyzji. Akcja „Vampyra” ograniczona jest do czterech dzielnic: Whitechapel, Pomebroke, doków oraz West- End. Przylegające do siebie budynki oddzielające poszczególne dzielnice sprawiają fikcyjne wrażenie półotwartego świata. Postać Jonathana Reida możemy rozwijać. Służy do tego drzewko umiejętności, które możemy ulepszać za pomocą zdobytych punktów doświadczenia. Aby zwiększyć ich ilość, wystarczy rozwiązywać śledztwa lub żywić się mieszkańcami Londynu. Pożywianie się krwią ludzką zapewnia odblokowanie unikalnych, wampirzych mocy. Zdolności dzielą się na dwie grupy: pasywne i aktywne. Umiejętności aktywne umożliwiają obronę, atakowanie oraz leczenie podczas starć, zaś umiejętności pasywne rozwijają ilość zdrowia postaci, wytrzymałość, licznik krwi, jej absorpcję, siłę gryzienia, szybkość regeneracji oraz liczebność ekwipunku. W zależności od poziomu doświadczenia postaci, gra dostosowuje swoje zakończenie. Wraz z przebiegiem fabuły, gracz zostanie postawiony przed ostateczną decyzją dotyczącą każdego z filarów dzielnic. Dzięki rozbudowanemu systemowi wyborów, możliwe jest bezpośrednie odczuwanie ich konsekwencji na losy miasta. Gra posiada 4 zakończenia, które uwarunkowane są wyborami dokonywanymi przez gracza. Istnieje możliwość przejścia gry bez zabijania niewinnych cywili, jednakże wtedy poziom doświadczenia postaci rośnie bardzo powoli, analogiczne, można doprowadzić do śmierci wszystkich mieszkańców miasta, co poskutkuje otrzymaniem statusu wroga. Każdy z mieszkańców Londynu ma własną przeszłość, relacje z sąsiadami oraz codzienne przyzwyczajenia. Bliższe poznanie z nimi jest konieczne do uzyskania największej ilości punktów. Jednocześnie poprzez przybliżenie ich historii graczowi oraz budowanie z nimi relacji, gra oddziałuje nie tylko na strukturę wewnętrzną rozgrywki, ale również na psychologię gracza. Odczytywanie myśli postaci, na moment przed ich śmiercią, także ma ogromny wpływ na moralność konsumentów.
Jonathan posiada wiele zdolność m.in. przemiany innych w wampiry, a także nie może przekraczać progów domostw bez zaproszenia. Reid posiada również zdolność czytania w myślach oraz podsłuchiwania rozmów z oddali. W grze istnieje specjalna umiejętność hipnozy, która pozwala zapanować nad przyszłymi ofiarami, umożliwia prowadzenie ich w odludne miejsca, gdzie nikt nie przeszkodzi w akcie pożywiania. Hipnoza pozwala również na uzyskanie istotnych informacji o mieszkańcach. Jonathan na specjalnym stole do tworzenia, znajdującym się w każdej z kryjówek, może wykonywać dla chorych mieszkańców leki, których podanie zwiększa ich zdrowotność, tym samym poziom doświadczenia i ilość krwi, którą dostaniemy po ich spożyciu. Aby wykryć, gdzie znajduje się mieszkaniec oraz jaki jest jego poziom odporności należy użyć wampirzych zmysłów. Pomagają one także zlokalizować ślady krwi. Każda z 4 dzielnic posiada własny status zdrowotny, od którego zależy ilość pojawiających się w niej przeciwników. Jest on liczony na podstawie średniej zdrowia mieszkańców. Konsekwencją zabijania mieszkańców, oprócz dodatkowego doświadczenia jest także spadek zdrowotności dzielnic. Gdy na danym obszarze zostanie zabita większość mieszkańców, status dzielnicy zmieni się na wrogi, co zwiększy trudność przemieszczania się po mapie. Do lepszej nawigacji po mieście służy wbudowana minimapa, na której, można zostawiać własne znaczniki. Po mieście rozrzucone są także różne obiekty kolekcjonerskie.
W walce Jonathan może stosować broń białą np. piłę oraz palną, w tym m.in. rewolwer Webley’a. Wykorzystując kombinację 3 uderzeń, uniki oraz parowanie ciosów, Reid może walczyć z różnymi przeciwnikami: Ekonami (wampirami arystokratycznego pochodzenia), skalami (wampirami z kanałów), vulkodami (wampirami przypominającymi zachowaniem i wyglądem wilkołaki), nemrodami (wampirami, zwalczającymi swój gatunek) oraz ze stróżami Priwen, łowcami wampirów. Od czasu do czasu w grze pojawiają się bossowie.
Reid może opanować, za pomocą drzewka umiejętności, dodatkowe, wampirze moce. Możliwe jest także ulepszanie broni ręcznej, po odnalezieniu niezbędnych do tego materiałów. Podczas używania wampirycznych mocy w walce, pasek krwi postaci wyczerpuje się, co zmusza Reida do pożywiania się szczurami, przeciwnikami lub cywilami. Dzięki witalności zdobytej po zabiciu istoty ludzkiej, może on opanować umiejętność gotowania krwi wrogów, rzucania krwawą włócznią lub bombami mgłowymi. Może także kontrolować cienie bądź stać się niewidzialnym. Aby zregenerować obrażenia otrzymane w trakcie walki należy zażyć odpowiednie lekarstwo, skorzystać z wampirycznej mocy lub przespać się w kryjówce. Ostatnie działanie powoduje jednak postęp chorób nieuleczonych do tej pory w dzielnicach.

## Produkcja
Na początku, w procesie produkcji uczestniczyło 60 osób, później ekipa została powiększona do ok. 80. Wiele z nich brało udział we wcześniejszym projekcie Dontnod Entertainment’s „Life Is Strange”. Początkowo rozważano umieszczenie głównej linii fabularnej w latach 50. w Ameryce. Gdy do projektu dołączył narrative director – Stéphane Beauverger plany uległy zmianie. Fabuła została zamieszczona w Londynie w 1918 roku, w czasie epidemii hiszpanki. Na podstawie obrazów Phila Hale’a skonkretyzowano obraz gry oraz jej atmosferę. Wytwórnia Dondot opierała koncepty graficzne na prawdziwym planie Londynu, robiąc zdjęcia ulicom oraz obiektom. Miasto uległo jednak ogromnej przebudowie, dlatego też wygląd Whitechapel, londyńskich doków oraz dzielnicy Isle of Dogs konsultowano z historykami. Źródła literackie „The Thames Through Time and The Book of Facial Expressions: Babies to Teens” dostarczyły geograficznego i antropologicznego wglądu, natomiast z telewizyjnych seriali „Casualty 1900s” oraz „The Knick” zaczerpnięto informacje medyczne. Do użyczenia głosu głównemu bohaterowi, Jonathanowi Riedowi zatrudniono Anthony’ego Howella. Postaci i dialogi zostały opracowane i napisane przez dwóch francuskich pisarzy, a następnie przetłumaczone przez dwóch native speakerów. Podczas produkcji, wytwórnia, pomimo głosów sprzeciwu, zdecydowała się na wykorzystanie wyłącznie aktorów brytyjskiego pochodzenia. Do wykreowania otoczenia oraz realiów wykorzystywano autentyczne oraz fikcyjne materiały, co zaowocowało efektem uchroni. Źródła te pomogły również w wizualizacji fotorealistycznego oświetlenia stworzonego na silniku Unreal Engine 4. Motorykę postaci opracowano na technologii przechwytywania ruchu (motion capture). W sierpniu 2016 przezwyciężono główne przeszkody systemowe Xbox One, z zapewnieniem, że pomimo wad sprzętowych, gra ukaże się w pełnej, maksymalnie wydajnej wersji. Studio Dontod zdecydowało się na umieszczenie wyłącznie jednego miejsca zapisu w grze. Miało to wzmocnić decyzyjny charakter rozgrywki, uniemożliwiało tworzenia dodatkowych zapisów i powtarzania wyborów kluczowych dla fabuły.
Podkład muzyczny miał na celu pełne oddanie dualnego charakteru Jonathana oraz jego dylematów moralnych. Olivier Deriviere został zatrudniony jako kompozytor sprawujący pieczę nad produkcją. Opracowany przez niego soundtrack oparty na muzyce industrialne odzwierciedla osamotnienie oraz wewnętrzną walkę głównego bohatera. Eric-Maria Couturier zagrał na wiolonczeli, której dźwięki przechodziły od strony emocjonalnej, uczuciowej do wręcz brutalnej, bestialskiej. Użyto również fletu basowego, pianina, kontrabasu oraz cymbałów (wybrany ze względu na skojarzenia z XX w. Londynem), każdy z instrumentów służył pogłębieniu konkretnych emocji i odczuć bohatera podczas historii. Deriviere wykorzystał również chór, który odnajdywał jako przygniatającą głównego bohatera siłę. Chór w zestawieniu z akompaniamentem muzyki industrialnej został połączony w końcowej fazie produkcji. Soundtrack gry został wypuszczony 3 maja 2018 roku na serwisie internetowym Bandcamp i zamieszczony na platformach cyfrowych w dniu wydania gry. „Vampyr” został dopuszczony do wydania w maju 2018 roku.

## Wydanie
Początkowa data premiery gry została wyznaczona na listopad 2017. Z powodu problemów technicznych zdecydowano się przesunąć premierę na wiosnę 2018. Ostatecznie gra ukazała się 5 czerwca na platformach: Windows, Playstation 4 oraz Xbox One. Do wersji przedpremierowej została dołączona dodatkowa zawartość pt. „The Hunters Heirlooms”. W wersji przedpremierowej na rynku europejskim oraz australijskim zamieszczony został również pełny soundtrack gry.
W maju 2018 Dontnod potwierdził, że „Vampyr”, nie będzie korzystał z technologii Denuvo Anti-Tamper, krytykowanej jako wadliwe, obciążające komputery oprogramowanie. Oficjalny zwiastun gry, poprzedzający wydanie, ukazał się 1 czerwca 2018 roku. Dwa nowe poziomy trudności: łatwy i trudny, zostały dodane do gry 26 września 2018. „Vampyr” został dołączony do Xbox Game Pass, bazującej na systemie subskrypcji usługi Xbox One games, 28 marca 2019 roku. Wersja gry na platformę Nintendo Switch ukazała się 29 października 2019 roku.

### Sprzedaż i osiągnięcia
Focus Home Interactive uważało, że Vampyr odniesie sukces przy sprzedaży miliona egzemplarzy, połowa z nich wynagrodziłaby koszty realizacji, druga przyniosłaby czysty zysk. W Wielkiej Brytanii, Niemczech i Francji uzyskała tytuł najlepiej sprzedającej się produkcji. We Włoszech zajęła 2. miejsce (za Fifą 18). Vampyr sprzedał się w 450 tysiącach kopii w miesiąc po premierze, przyczyniając się do ponad dwudziestoprocentowego wzrostu przychodów wydawcy w pierwszym kwartale 2018 roku. W październiku tamtego roku, wydawca wymienił Vampyra jako kluczowy czynnik wpływający na przychody w wysokości 44,3 mln euro w drugim kwartale. Do kwietnia 2019 roku, Vampyr sprzedał się w nakładzie miliona egzemplarzy, sprzedaż ta przyczyniła się wzrostu przychodów firmy Dontnod o 22,1%, co odpowiada wzrostowi o 10,5mln euro w porównaniu z poprzednim rokiem podatkowym.
Na E3 2017 Vampyr otrzymał nagrodę „Best of E3” GamesRadar+oraz został nominowany do nagród „Unreal Undergod” GamesBeat’s oraz „Best RPG” Game Critics Awards. Gra została później nominowana w kategoriach: „Best Console Game”, „Best Screenplay”, „Best Soundtrack” na festiwalu Ping Awards 2018. Nominację w kategorii „Best Role-Playing Game” otrzymała również na Titanium Awards. Udało jej się wygrać „Game, Original Role Playing” podczas NAVGTR Awards, gdzie miała także nominacje w dwóch innych kategoriach: „Original Dramatic Score, New IP” oraz „Use of Sound, New IP”

## Recenzje
„Vampyr” w oczach odbiorców jest grą przeciętną lub mieszaną, co ukazuje portal gamingowy Metacritic. Na platformie steam gra utrzymuje się jako „w większości pozytywna”, 74% ankietowanych wystawiło jej pozytywną ocenę. Według serwisu GRYonline.pl, średnia ocena wersji komputerowej wynosi 6,2/10; PS4 – 5,5/10; Xbox One – 5,4/10; Switch – 3,0/10.

### Oceny zagranicznych serwisów recenzenckich
Emma Schaefer z EGM zauważyła, że największą zaletą produktu są dylematy moralne i dualna natura Jonathana Reida, pozostałe postacie, nawet te najmniej znaczące są również ważne dla fabuły. Matt Utley z Game Revolution wychwalał klimat, odmienny wygląd każdej z dzielnic oraz system walki. Piszący dla GameSpot, Justin Clark był pod wrażeniem wpływu decyzji gracza na ciąg fabularny, co określił mianem „empowering”. Skomentował także fascynujące charakteryzacje, wyśmienitą oprawę oraz urzekający voice acting. GamesRadar+'s Leon Hurley, jak Schaefer, postrzegał mechanikę moralności Jonathana jako zniewalający element rozgrywki, dobrze zrealizowany i integralny. Pochwalił również klimat wiktoriańskiego Londynu. Andy Kelly z PC Gamer czerpał przyjemność z historii I z mechaniki mieszkańców, mając nadzieję, że więcej produkcji będzie korzystało z tego typu rozwiązań. Nazwał narrację dialogową fascynującą, a otoczenie niezwykle atmosferycznym. Schaefer potępiła animacje za ich infantylny charakter, który nie pasuje do całokształtu. Dla Utley, "Vampyr" zawiódł jego oczekiwania w sposobie wykreowania bohaterów oraz decyzyjności gracza. Napotkał również na problem techniczne (długie ekrany wczytywania, niską rozdzielczość oraz spadki wydajności). Już zdenerwowany walką, Clark zauważył, że spadek liczby klatek na sekundę i częste ekrany ładowania jeszcze bardziej pogorszyły wrażenia z rozgrywki. Zwrócił również uwagę na pogorszenie jakości narracji w finalnym rozdziale. Hurley postrzegał system walki jako “w najlepszym razie funkcjonalny” i skarcił wagę odpowiedzialności małych decyzji za wielkie czyny, których skala została przez to umniejszona. Kelly'emu nie spodobały się monotonne, powtarzające się sekwencje walk, pomimo odmiennych sposobów jej prowadzenia, stały się jedynie męczącym rozproszeniem uwagi.

### Oceny polskich serwisów recenzenckich
Draug, pisząc dla serwisu GRYonline.pl skomentował grę jako "bolesne rozczarowanie". W jego opinii gra wyszła przeciętnie, historie mieszkańców są nieciekawe, niekiedy usypiające, a ich los nie ma znaczenia, ponieważ zdrowotność dzielnic sprowadza się jedynie do numerków. System walki uznaje za toporny, a przeciwników rozlokowanych w odległości mniej niż 100m jako męczący dodatek. Na korzyść gry działa klimatyczna oprawa wizualna oraz muzyczna. Draug pochwalił także kreacje głównego bohatera.  Jeden z założycieli kanału TVGRY.pl, Jordan Dębowski, w swojej opinii na platformie GRYonline.pl wychwala rozlokowanie NPC-ów, dzięki któremu miasto podzielone jest na małe społeczności. Krytykuje pozostałe elementy produkcji: "słabe dialogi, glicze, fundamentalne błędy w konstrukcji świata, irytujące loadingi, miałka fabuła i frustrujący system walki". Michał Włodarczyk w swojej recenzji zamieszczonej na stronie ppe.pl pisze, że "Vampyr" jest w stanie zachwycić nawet najbardziej wymagających graczy. Za największą zaletę produktu uważa scenariusz. Jako drugą stronę medalu diagnozuje poziom trudności rozgrywki. Uważa, że zablokowano możliwość uzyskania szczęśliwego zakończenia graczom, którzy posiadają mniejsze umiejętności. Stwierdza, że poziom trudności gry powinien być dostosowywany indywidualnie przez gracza, względem jego preferencji. Paweł Pochowski z gram.pl stwierdza, że "Vampyr" nie spełnia pokładanych w nim nadziei. Zauważa, że wykreowany przez twórców świat jest jednocześnie wadą, jak i zaletą produktu. Paweł zwraca uwagę na wizualną oprawę gry, na klimatyczny, atmosferyczny krajobraz miasta, chwaląc go. Z drugiej strony komentuje także nielogiczny aspekt miasta, miasta, w którym mieszkańcy pomimo epidemii i czyhającego na nich zagrożenia, spokojnie spacerują po ulicach w oczekiwaniu na rozmowę z głównym bohaterem. Paweł stwierdza także, że większość wyborów w grze nie ma znaczenia, a strona techniczna produktu pozostawia wiele do życzenia. Artur Cnotalski, jeden z redaktorów magazynu Pixel komentuje "Vampyra" jako grę o "chodzeniu po zaułkach i poszukiwaniu ofiar". Zwraca uwagę nie tylko na niezwykle klimatyczne odwzorowanie rzeczywistych lokacji, ale również problematykę moralną, "brutalną istotę istnienia". Podobnie jak pozostali recenzenci dostrzega problemy natury wizualnej, jednakże stara się je wytłumaczyć przeciętnym budżetem produkcyjnym. Pomimo niedociągnięć, widowiskowa, wymagająca rozgrywka staje się "ucztą dla oka". Ninho, redaktor magazynu CD-Action, w swoim artykule określa grę jako wyjątkową. Zauważa, że rozgrywka jest tylko pretekstem do opowiedzenia dojrzałej, nielineralnej historii: "różnymi drogami możemy dojść do tego samego celu". Nazywa głównego bohatera nieoczywistym, wskazując na złożoną mechanikę decyzyjności oraz jego wewnętrzną przemianę. Jako mankamenty tytułu, Nihno wskazuje na denerwujący system walki oraz wyczuwalny, ograniczony budżet produktu.

## Adaptacje filmowe
W sierpniu 2018 roku stacja telewizyjna Fox 21 Television Studio ogłosiła nabycie praw autorskich do Vampyra. Podjęto próby realizacji serialowej ekranizacji historii. W projekt zaangażowało się również Wonderland Sound and Vision oraz DJ2 Entertainmen. Projekt reżyserował założyciel Wonderland Sound and Vision McG. Pełnił on również funkcję producenta wykonawczego wraz z Mary Violą, Corey’em Marshem, Dmitri’m Johnsonem, Stephanem Bugajem. Pierwszy odcinek serialu ukazał się w Internecie 10 kwietnia 2018 roku pod nazwą „Vampyr: The Origins”. Serial doczekał się 3 sezonów. Główną rolę odgrywa w nim Noah Cuoren.